# 유니버스 리그
《유니버스 리그》는 에프앤에프엔터테인먼트가 주최하고 이환진 PD가 기획한 대한민국의 아이돌 리얼리티 서바이벌 프로그램이다.

## 방송 시간
| 방송 채널 | 방송 기간                          | 방송 시간                                       | 비고      |
| --------- | ---------------------------------- | ----------------------------------------------- | --------- |
| SBS TV    | 2024년 11월 22일 ~ 2025년 1월 24일 | 매주 금요일 밤 11시 20분 ~ 토요일 새벽 1시 40분 | 통합 편성 |
| SBS TV    | 2025년 1월 18일                    | 토요일 오후 6시 ~ 8시                           | 통합 편성 |

## 출연자

### 진행자
- 박재범

### 유니콘 (심사위원)
- TEAM GROOVE : 이창섭 (비투비)
- TEAM BEAT : 유겸 (갓세븐), EL CAPITXN
- TEAM RHYTHM : 텐 & 양양 (WayV)

## 최종 선발
2025년 1월 25일, 9명의 구성원(스티븐, 서정우, 웅기 장슈아이보, 박한, 제이엘, 박주원, 코토코, 진현주,다이스케)으로 프로젝트 그룹 아홉가 결성되었다.
| 순위 | 이름               | 예명     | 생년월일              | 국적           | 출생지                   | 소속사                                | 소속그룹        |
| 1위  | 제이 로렌스 개스퍼 | 제이엘   | 2004년 4월 21일(21세) | 필리핀         | 마닐라시 문틴루파        | F&F, SBTown                           | 아홉 PLUUS      |
| 2위  | 차웅기             | 웅기     | 2002년 4월 23일(23세) | 대한민국       | 서울특별시 노원구 공릉동 | F&F, 前 n.CH엔터테인먼트, 前 웨이크원 | 아홉, 前 티오원 |
| 3위  | 박한               |          | 2002년 7월 2일(23세)  | 대한민국       | F&F                      | 아홉                                  |                 |
| 4위  | 스티븐김           | 스티븐   | 2000년 1월 17일(25세) | 오스트레일리아 | F&F                      | 아홉, PRIKIL                          |                 |
| 5위  | 장슈아이보         | 장솨이보 | 2002년 7월 2일(23세)  | 중국           | F&F, WELL Entertainment  | 아홉                                  |                 |
| 6위  | 박주원             | 주원     | F&F, 빌엔터테인먼트   | 아홉           |                          |                                       |                 |
| 7위  | 서정우             | 정우     | F&F                   | 아홉           |                          |                                       |                 |
| 8위  | 카와타 코토코      | 코토코   | F&F                   | 유니스         |                          |                                       |                 |
| 9위  | 카와타 코토코      | 코토코   | F&F                   | 유니스         |                          |                                       |                 |

## 편성 변경 및 결방
- 1월 3일 : 제주항공 여객기 참사 여파로 인한 국가애도기간으로 결방.
- 1월 18일 : 토요일 오후 6시 9회 추가 방송 편성.

## 동일 소재 프로그램
- SIXTEEN - JYP 엔터테인먼트의 걸 그룹 트와이스를 결성시킨 프로그램

## 같이 보기
- SBS
- 에프앤에프엔터테인먼트
- SIXTEEN - JYP 엔터테인먼트의 걸 그룹 트와이스를 결성시킨 프로그램